# Есватіні
Есваті́ні (англ. Eswatini; до 2018 — Свазіленд), або офіційно Королі́вство Есваті́ні (англ. Kingdom of Eswatini, сваті Umbuso weSwatini), іноді називають Нгване — держава, розташована на південному сході Африки. Площа країни становить 17 364 км² (152-ге місце у світі). Населення — 1,1 млн осіб (149-те місце у світі). Переважну більшість населення країни становить народ свазі. Столиці: міста Мбабане (адміністративна) і Лобамба (законодавча). Переважно рівнинна країна (плато Лоувельд), на заході гори Гайвельд, на сході — Лубомбо. Глава держави й уряду король Мсваті III із 1986 року.

## Назви
Однією з причин перейменування Свазіленду на Есватіні була плутанина в назвах: в англійській мові назва цієї країни співзвучна зі Швейцарією (англ. Switzerland).

## Географія
Держава знаходиться в Південній Африці, територія країни простягається з півночі на південь на 190 км, а із заходу на схід — на 140 км. На сході країна межує з Мозамбіком (спільний кордон 105 км); на півночі, заході й півдні — з провінцією Мпумаланга та Квазулу-Наталь Південно-Африканської Республіки (470 км). Виходу до моря країна не має.
Західну частину країни складають гори, що плавно переходять на схід у рівнину. На східному кордоні з Мозамбіком і Південно-Африканською Республікою переважають обривчасті гори Лубомбо. Клімат помірний, але влітку температура може досягати позначки 40 градусів у рівнинній частині Есватіні. З крупних тварин живуть буйволи, гвинторогі антилопи, зебри, гіпопотами, а також крокодили.

## Історія
Територія Есватіні була заселена людьми ще з доісторичних часів. Предки народу свазі прийшли на південь Африки в середньовіччя з центральної частини континенту. Спочатку вони влаштувалися на узбережжі Індійського океану, однак у XVIII столітті свазі були витіснені іншими племенами на північ, на територію нинішньої Есватіні. На початку XIX століття свазі вели кровопролитні війни проти зулу та інших сусідніх племен, що здійснювали набіги на землі свазі.
У 1836 році вождь свазі Собхуза (нині званий королем) отримав вирішальну перемогу над зулу, ввів централізовану систему своєї влади, підпорядкувавши інших вождів, і фактично створив державу свазі.
Наступний король свазі, Мсваті I, наприкінці 1830-х років приєднав нові землі на півночі країни і створив державу, територія якої більш ніж удвічі перевищувала площу сучасної Есватіні.
З середини XIX століття в Есватіні прийшли африканери. Вони скуповували у вождів свазі великі земельні ділянки у приватну власність. Потім, у 1894 році, територія Есватіні була оголошена частиною бурської республіки Трансвааль.
Після англо-бурської війни 1899—1902 років Велика Британія оголосила Есватіні своїм протекторатом, зберігши там владу місцевих королів і вождів.
У 1964 році в Есватіні відбулися перші вибори місцевого парламенту. Більшість депутатських місць отримала партія, створена тодішнім королем Собузою II, — Національний рух Імбокодво.
6 вересня 1968 року Британія надала повну незалежність королівству Есватіні.
На парламентських виборах 1973 року близько 20 % голосів отримала ліва партія Конгрес національного визволення Нгване, і в результаті король скасував дію конституції, розпустив парламент і оголосив поза законом діяльність усіх політичних партій, профспілок та інших громадських організацій.
Король Собуза II помер у 1982, боротьба за владу почалася між двома з його дружин. У 1984 18-літній кронпринц став королем; формально вступив на престол у 1986. Новий уряд був обраний 26 листопада 2003 з Тхемба Дламіні на посаді прем'єр-міністра.
Королівство Свазіленд 19 квітня 2018 року змінило свою назву на Королівство Есватіні. Ініціатором зміни назви став король Мсваті III, який оголосив про це під час святкування 50-ї річниці незалежності країни від Великої Британії. Причиною зміни назви було бажання підкреслити національну ідентичність і позбутися колоніального минулого. Назва «Есватіні» мовою сісваті означає «земля свазі». Крім того, король зазначив, що нова назва допоможе уникнути плутанини з назвою Швейцарії англійською мовою (англ. Switzerland). Зміна назви відображає прагнення країни до збереження своєї культурної спадщини та зміцнення національної гордості.

## Політична система

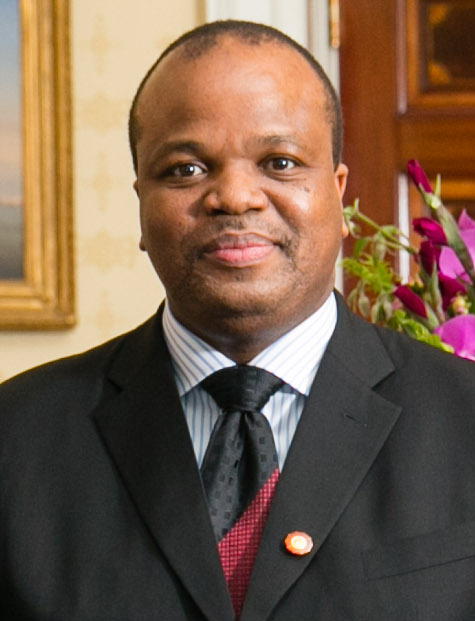
Король Есватіні, Мсваті III

Королівство Есватіні за формою правління є абсолютною діархією, де главою держави є король Мсваті III, який править разом із співправителем, так званою Ндловукаті, — роль, яку завжди займає мати діючого короля, королева-мати. В цій системі відсутнє поняття консорта (відповідно дружини чи чоловіка чинного суверена), характерне для інших монархій. Така система влади обумовлена як специфікою традиційного кланового соціального укладу Есватіні, так і суто практичною метою.
За умов офіційної полігамії в королівстві дружин у короля як правило декілька (так, у чинного короля Мсваті III їх аж 13), але при цьому відсутній порядок старшинства дружин і, як наслідок, абсолютно не обов'язково, щоби старша і перша дитина короля від його першої дружини стала надалі спадкоємцем трону. Оскільки король не має права самостійно призначати собі спадкоємця, при передачі влади від попереднього правителя його наступнику повну спадкоємність має забезпечити дружина попереднього правителя, сина якої обрано спадкоємцем трону. Вона ж і стає співправителем (Ндловукаті) свого сина при обранні того королем.
У руках короля зосереджена практично вся повнота законодавчої і виконавчої влади в країні. Попри існування парламенту, останній відіграє здебільшого консультативну роль і фактично не впливає на діяльність і кадровий склад уряду. Король призначає прем'єр-міністра на свій розсуд, так само як і своїх представників у кожній із двох палат парламенту. Окрім того, посада прем'єр-міністра Есватіні є по суті сімейною власністю королівської родини, оскільки її може обіймати виключно представник правлячого в королівстві клану Дламіні, до якого належить і сам король.
Державний устрій Есватіні — унітарна держава.

### Парламент
Парламент Есватіні складається з двох палат, Сенату (30 місць) і Національних зборів (65 місць). Термін діяльності парламенту — 5 років. Голова Сенату (2004) — Мозес Матхенделе Дламіні. Голова Національних зборів (2004) — Чарльз Сгайойо Магонго.
У 1977 році була ліквідована парламентська система, заборонені політичні партії. У 1979 році відновлені непрямі вибори до парламенту. У 1993 році дозволені частково прямі вибори до парламенту.
Вибори до Національних зборів двоступінчасті (у другому турі 55 депутатів обираються виборцями і 10 призначаються королем). Кожен із тінкундл, найменших адміністративних одиниць країни, обирає власного представника до Палати зборів Есватіні. 10 сенаторів призначаються Національними Зборами, 20 — королем.
Парламент не володіє реальною законодавчою владою і фактично є консультативним органом при королі. Кандидатури претендентів висуваються місцевими радами, вибори завжди проходять у два тури — у другий тур виходять три кандидати, що отримали найбільшу кількість голосів у першому. Не менш 30 % місць у палаті зборів повинні займати жінки.
Перші вибори в місцеві законодавчі збори (Есватіні був тоді ще британською колонією) відбулися 1964 року.

#### Політичні партії
Станом на 2004 рік, діяльність політичних партій заборонена.

### Зовнішня політика

#### Українсько-есватініські відносини
Уряд Есватіні офіційно визнав незалежність України 13 травня 1998 року. Дипломатичних і консульських представництв в Україні не створено, найближче посольство Есватіні, що відає справами щодо України, знаходиться в Дюсельдорфі (Німеччина). Справами України в Есватіні відає українське посольство в Південно-Африканській Республіці.

### Державна символіка
- Державний прапор

- Державний герб

- Державний гімн

## Адміністративно-територіальній поділ

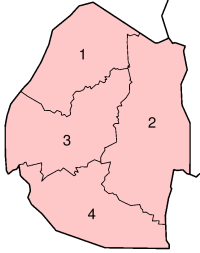
Адміністративний поділ Есватіні
1 — Хохо
2 — Лубомбо
3 — Манзіні
4 — Шіселвені

В адміністративно-територіальному відношенні територія держави поділяється на: 4 округи, кожен із яких, своєю чергою, поділяється на тінкундли (усього 55).
- Хохо
- Лубомбо
- Манзіні
- Шіселвені

## Економіка

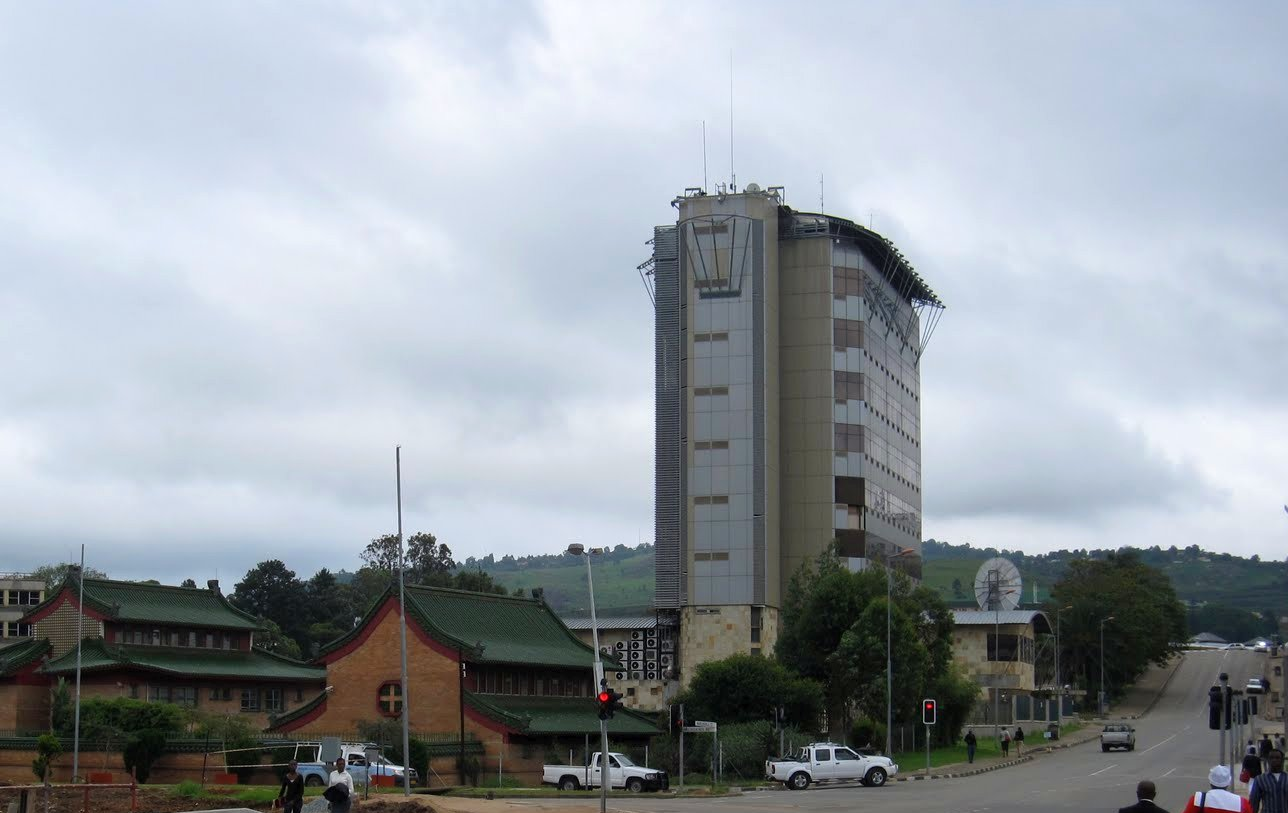
Центральний банк Есватіні

Есватіні — аграрна держава. Валовий внутрішній продукт (ВВП) у 2006 році склав 5,9 млрд доларів США (148 місце у світі); що у перерахунку на одну особу становить 5,2 тис. доларів (96 місце у світі). Промисловість разом із будівництвом становить 46 % від ВВП держави; аграрне виробництво разом із лісовим господарством і рибальством — 10 %; сфера обслуговування — 44 % (станом на 2006 рік). Зайнятість активного населення у господарстві країни розподіляється так:
- 24 % — промисловість і будівництво
- 27 % — аграрне, лісове і рибне господарства, видобувна промисловість
- 49 % — сфера обслуговування (станом на 2006 рік)[3].

Надходження в державний бюджет Есватіні за 2006 рік склали 1 млрд доларів США, а витрати — 1 млрд; державний бюджет збалансований.
ВВП станом на 2011 рік 3,4 тис. доларів. Нижче рівня бідності знаходиться 69 % населення, рівень безробіття 40 % (станом на 2006 рік).
Валютні резерви країни оцінюються в 920 млн доларів (січень 2010). Рівень інфляції в 2008 році склав 7,8 %. Об'єм зовнішньої заборгованості 367 млн доларів.

### Валюта
Національною валютою країни слугує ліланджені (SZL). У 2021 році за 1 долар США (USD) дають 14,95 ліланджені.

### Промисловість
Головні галузі промисловості: харчова (виробництво цукру з тростини, концентратів фруктових соків), гірнича (видобуток вугілля), деревопереробна і хімічна.

### Гірнича промисловість
Найдавніші розробки гематиту (червоного залізняку) зафіксовані у Есватіні (т. зв. «Левова печера») і датовані 41-м тисячоліттям до н. е.

### Енергетика
За 2004 рік було вироблено 157 млн кВт·год електроенергії (експортовано 0 млн кВт·год); загальний обсяг спожитої — 855 млн кВт·год (імпортовано 697 млн кВт·год).
У 2004 році споживання нафти склало 3,5 тис. барелів на добу, природний газ не використовується для господарських потреб.

### Агровиробництво
У сільськогосподарському обробітку знаходиться лише 8 % площі держави. Головні сільськогосподарські культури: тютюн, цукрова тростина, кукурудза, бавовник, рис, арахіс, сорго, ананаси, цитрусові.

### Транспорт
У країні є аеропорти: Ранчо Убомбо, Нсоко та Нхлангано. Загальна протяжність залізничних колій — 297 км. Автодоріг 2853 км (510 км доріг із твердим покриттям).

### Туризм
У 1996 році Есватіні відвідало 1,6 млн іноземних туристів, що дало прибуток у 35 млн доларів США.

### Зовнішня торгівля
Основні торговельні партнери Есватіні: ПАР, Велика Британія, Нідерланди.
Держава експортує: концентрати соків, бавовна, цитрусові, консервовані фрукти (24 %), деревина (19 %), цукор (16 %). Основні покупці: Південно-Африканська Республіка (58 %); Велика Британія. У 2006 році вартість експорту склала 776 млн доларів США.
Держава імпортує: промислові вироби, продукти харчування. Основні імпортери: ПАР (83 %); Велика Британія; Нідерланди. У 2006 році вартість імпорту склала 908 млн доларів США.
Негативне сальдо торгового балансу в 2008 році зросло з 153 млн до 194 млн доларів США.

## Населення

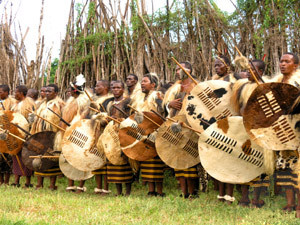
Чоловіки у традиційних військових костюмах

Населення держави у 2006 році становило 1,1 млн осіб (149 місце у світі). Населення країни в 1950 році становило 195 тис. осіб; у 1980 році — 557 тис. осіб. Густота населення: 63,6 осіб/км² (97 місце у світі). Згідно зі статистичними даними за 2006 рік народжуваність 27,4 ‰; смертність 29,7 ‰; природний приріст 2,3 ‰.
Вікова піраміда населення виглядає наступним чином (станом на 2006 рік):
- діти віком до 14 років — 40,7 % (233 тис. чоловіків, 229 тис. жінок);
- дорослі (15—64 років) — 55,8 % (303 тис. чоловіків, 330 тис. жінок);
- особи похилого віку (65 років і старіші) — 3,6 % (16 тис. чоловіків, 24 тис. жінок).

У липні 2010 року чисельність населення Есватіні оцінювалася в 1,35 млн

### Урбанізація
Рівень урбанізованості в 1996 році склав 29 %. Головні міста держави: Манзіні (110 тис. осіб), Мбабане (76 тис. осіб), Біґ-Бенд (10 тис. осіб).
| Номер | місто     | Населення    | Населення   | Населення |
| Номер | місто     | Перепис 1997 | Оцінка 2012 |           |
| 1.    | Манзіні   | 78 734       | 97 934      |           |
| 2.    | Мбабане   | 57 992       | 62 630      |           |
| 3.    | Малкернс  | 7 400        | 8 074       |           |
| 4.    | Нхлангано | 6 540        | 7 161       |           |
| 5.    | Мхлуме    | 7 661        | 6 713       |           |

### Етнічний склад
Головні етноси, що складають Есватініську націю: свазі — 93 %, зулуси — 2 %, європейці — 2 %.
Більшість населення Есватіні складає народ свазі, також у країні проживають народи зулу і білі африканці, більшість із яких мають британське та африканерське походження. Традиційно свазі були фермерами та скотарями, але більшість зараз зайнята в економіці у великих містах і уряді, деякі працюють у шахтах південної Африки.

### Мови
Державні мови: свазі й англійська.

### Релігії
Головні релігії держави: протестантизм — 78 % населення, анімізм — 21 %.

### Охорона здоров'я
Очікувана середня тривалість життя в 2006 році становила 32,6 року: для чоловіків — 32,1 року, для жінок — 33,2 року. Смертність немовлят до 1 року становила 72 ‰ (станом на 2006 рік). Населення забезпечене місцями в стаціонарах лікарень на рівні 1 ліжко-місце на 290 жителів; лікарями — 1 лікар на 18,8 тис. жителів (станом на 1990 рік). 

#### ВІЛ
У країні високий рівень зараженості вірусом імунодефіциту (ВІЛ) — 26,1 % дорослого населення за оцінкою ООН 2007 року (найвищий рівень серед країн світу).
У 2016 році відсоток хворих трохи зріс до 27,2 %, після чого почав поступово падати.

### Освіта
Рівень письменності в 2003 році становив 81,6 %: 82,6 % серед чоловіків, 80,8 % серед жінок.
Витрати на освіту в 1995 році склали 6,4 % від ВВП, 22,5 % усіх державних громадських видатків.
Головний вищий навчальний заклад країни — Університет Есватіні.

### Інтернет
У 2001 році всесвітньою мережею Інтернет у Есватіні користувались 4 тис. осіб.